# Credit One Bank
O Credit One Bank, N.A. é um banco americano e uma empresa de serviços financeiros especializada em cartões de crédito, especialmente para tomadores de empréstimos com baixa pontuação de crédito. É uma subsidiária integral da Credit One Financial, constituída em Nevada. A Credit One Financial é uma S corporation [en] afiliada ao Sherman Financial Group por meio de propriedade beneficiária comum. Apesar dos nomes semelhantes e logotipos "quase idênticos", o Credit One não é afiliado ao muito maior Capital One. No entanto, a Capital One comprou parte das cobranças vencidas do Credit One em setembro de 2022.